# Modlany
Modlany är en ort i Tjeckien.   Den ligger i regionen Ústí nad Labem, i den nordvästra delen av landet, 70 km nordväst om huvudstaden Prag. Modlany ligger 193 meter över havet och antalet invånare är 770.
Terrängen runt Modlany är kuperad åt nordost, men åt sydväst är den platt.Runt Modlany är det ganska tätbefolkat, med 248 invånare per kvadratkilometer. Närmaste större samhälle är Ústí nad Labem, 9,7 km öster om Modlany. Omgivningarna runt Modlany är en mosaik av jordbruksmark och naturlig växtlighet.